# Thiudimir
Thiudimir (griechisch Θεόδεμιρ Theodemir, gotisch wohl Þiudamer Thiudamer; † 474 in Kyrrhos, Makedonien) war ein König der Greutungen und der Vater Theoderichs des Großen. Er zählte zum Geschlecht der Amaler und hatte einen älteren Bruder namens Valamir und einen jüngeren, der Vidimir hieß.
Byzantinische Quellen nennen als Vater Theoderichs fälschlich den bekannteren Valamir, den älteren Bruder Thiudimirs. Der Grund ist wohl, dass dieser relativ lange Herrscher der Greutungen in Pannonien war, während Thiudimir seinem älteren Bruder nur für vier Jahre auf dem Thron folgte und Theoderich zunächst den erbenlosen Valamir in dessen Teilreich beerbte. Richtig ist, dass Thiudimir Theoderichs Vater war. Theoderichs Eltern waren zum Christentum übergetreten, Thiudimir war Arianer. Theoderichs Mutter Erelieva wird als Thiudimirs „Concubina“ bezeichnet, was möglicherweise den konfessionellen Unterschied, oder aber auch einen ethnischen Unterschied als Hintergrund haben könnte.
Thiudimir übernahm nach dem Tode Valamirs die drei pannonischen Gotenreiche, während Valamirs Teilreich im unteren Slawonien an Theoderich überging.
Im Jahr 473 verließen Thiudimir und sein Sohn Theoderich Pannonien und verlegten ihr Reich nach Makedonien, wo Thiudimir im Jahre 474 starb.
In der Dietrichepik entspricht Thiudimir dem Dietmar, Vater Dietrichs von Bern.